# باشگاه ورزشی چتینکایا ترک
باشگاه ورزشی چتینکایا ترک یک باشگاه ورزشی ترکی قبرسی مستقر در نیکوزیای شمالی است. آنها پرافتخارترین تیم قبرس شمالی هستند.